# Anolis eugenegrahami
Espèce
Synonymes
- Xiphosurus eugenegrahami (Schwartz, 1978)

Anolis eugenegrahami est une espèce de sauriens de la famille des Dactyloidae. 

## Répartition
Cette espèce est endémique d'Haïti. Elle se rencontre dans le département du Nord

## Description
Les mâles mesurent jusqu'à 72 mm et les femelles jusqu'à 61 mm.

## Étymologie
Cette espèce est nommée en l'honneur d'Eugene D. Graham.

## Publication originale
- Schwartz, 1978 : A new species of aquatic Anolis (Sauria, Iguanidae) from Hispaniola. Annals of Carnegie Museum, vol. 47, p. 261-279.